# Савіньо
Савіньо (італ. Savigno) — колишній муніципалітет в Італії, у регіоні Емілія-Романья,  метрополійне місто Болонья. З 1 січня 2014 року Савіньо є частиною новоствореного муніципалітету Вальзамоджа.
Савіньо розташоване на відстані близько 310 км на північ від Рима, 24 км на південний захід від Болоньї.
Населення — 2712 осіб (2012).
Щорічний фестиваль відбувається 15 вересня. Покровитель — San Matteo.

## Демографія
Населення за роками:

Станом на 31 грудня 2010 року в муніципалітеті офіційно проживало 268 іноземців з 25 країн, серед них 114 громадян країн Євросоюзу та 8 громадян України.

## Сусідні муніципалітети
- Кастелло-ді-Серравалле
- Марцаботто
- Монте-Сан-П'єтро
- Вергато
- Цокка